# Зейлстра, Карла
Карла Йоханна Зейлстра-Эванс (нидерл. Carla Johanna Zijlstra-Evans; род. 15 марта 1969 года) — нидерландская конькобежка, участница зимних Олимпийских игр 1992, 1994 и 1998 годов, 4-кратная призёр чемпионата мира. Чемпионка Нидерландов в многоборье и 9-кратная на отдельных дистанциях. Знаменосец на церемонии открытия зимних Олимпийских игр 1998 года.

## Биография
Карла Зейлстра с детства страдала О-образными, а позже Х-образными ногами, поэтому на её ноги накладывали шины на длительное время. Она начала заниматься гимнастикой, но через подругу увлеклась катанием на коньках, в котором оказалась чрезвычайно талантливой. С 1987 года Карла стала профессионально заниматься конькобежным спортом. Пройдя через региональные команды, она вскоре пробилась в основную команду KNSB.
В сезоне 1990/91 она стала бронзовым призёром чемпионата Нидерландов в многоборье, дебютировала на Кубке мира, чемпионате Европы в Сараево, где заняла 10-е место в сумме многоборья, а также на чемпионате мира в Хамаре с 9-м местом в многоборье. В марте 1991 года участвовала на зимней Универсиаде в Саппоро выиграла золото в забеге на 3000 м, серебро на 5000 м и бронзу в беге на 1500 м.
В сезоне 1991/92 Карла впервые заняла 3-е место на этапе Кубка мира в Берлине в забеге на 3000 м, следом заняла на чемпионате Нидерландов 1-е место на дистанции 5000 м и 2-е на 3000 м. В феврале, после 8-го места на чемпионате Европы дебютировала на зимних Олимпийских играх в Альбервилле, где заняла 4-е места на дистанциях 3000 и 5000 м и 9-е в забеге на 1500 м. На чемпионате мира в классическом многоборье в Херенвене стала 10-й.
Она выиграла чемпионат Нидерландов по многоборью в 1993 году на дистанциях 3000 и 5000 м, заняла 7-е место в многоборье на чемпионате Европы в Херенвене и 7-е место на чемпионате мира в Берлине в многоборье. Также на Кубке мира дважды была третьей на дистанции 5000 метров и один раз на 3000 метров.
В сезоне 1993/94 Зейлстра выиграла чемпионат Нидерландов в забегах на 3000 и 5000 м и заняла 3-е место в многоборье, заняла 6-е место в многоборье на чемпионате Европы в Хамаре. На своих вторых зимних Олимпийских играх в Лиллехаммере она заняла 10-е место в забеге на 3000 м, 7-е на 5000 м и 22-е на 1500 м. В марте выиграла 3-е место на дистанции 3000 м в общем зачёте Кубка мира.
В сезоне 1994/95 третий год подряд выиграла чемпионат Нидерландов на дистанциях 3000 м и 5000 м и вновь стала третьей в многоборье. На чемпионате мира в Савалене заняла 8-е место в многоборье и выиграла серебряную медаль в общем зачёте Кубка мира на дистанции 3000 м. На чемпионате мира на отдельных дистанциях в Хамаре в 1996 году она выиграла серебряную медаль в забеге на 5000 м.
В 1997 году на чемпионате Нидерландов Карла выиграла серебро в многоборье, следом заняла 7-е место в сумме многоборья на чемпионате Европы в Херенвене, а в марте на чемпионате мира на отдельных дистанциях в Варшаве завоевала серебряную медаль на дистанции 5000 м и бронзовую в беге на 3000 м. В сезоне 1996/97 вновь стала бронзовым призёром на дистанции 3000 м в общем зачёте Кубка мира.
В сезоне 1997/98 Зейлстра в очередной раз выиграла чемпионат Нидерландов в забеге на 5000 м и заняла 2-е место на 3000 м. В феврале 1998 года на зимних Олимпийских играх в Нагано заняла 9-е место на дистанции 3000 м и 6-е место в забеге на 5000 м. В марте выиграла бронзовую медаль на дистанции 5000 м на чемпионате мира на отдельных дистанциях в Калгари.
В последний год в команде Сийтье ван дер Ленде был для неё очень тяжелым морально. В конце того же года её исключили из основной команды на незаконных основаниях, однако впоследствии подала иск и выиграла его. В 1998 году Зейлстра создала свою собственную команду, и в сезоне 1998/99 вновь стала первой на национальном чемпионате на дистанции 5000 м. На чемпионате мира на отдельных дистанциях в Херенвене заняла 4-е место в забеге на 5000 м и 5-е на 3000 м. В том же 1999 году она объявила о своём уходе из конькобежного спорта.

## Личная жизнь
Карла Зейлстра в 1994 году окончила Институт Шеверса, где получила сертификат последипломного образования в области исследования движения человека и через 2 года прошла стажировку в Голландском астматологическом центре в швейцарском Давосе. Позже окончила Международный университет Тима ван дер Лаана в Утрехте в степени физиотерапии, а в 2003 году получила австралийскую степень по физиотерапии после сдачи экзаменов AECOP. После ухода на пенсию с января 1999 года по 2001 год работала специалистом по движениям и физиотерапевтом и координировала программу упражнений в компании «Benecke Consultants» в Амстердаме. В 2001 году вышла замуж за бывшего австралийского лыжника Энтони Эванса. С 2001 года она работает частным физиотерапевтом в Джиндабайне и в частной больнице Сент-Винсент в Сиднее. В 2004 году у них родилась дочь Зана, а в 2005 дочь Эбби, которые занимаются лыжными видами спорта. С 2006 года по-настоящее время ведёт пилатес. В 2016 году она написала книгу-автобиографию «Между небом, льдом и Землей». В свободное время Карла любит бегать и кататься на велосипеде на природе, а зимой катается на горных и беговых лыжах.